# آلدن (روستا)
آلدن (به هلندی: Aalden) یک منطقهٔ مسکونی در هلند است که در کوفوردن واقع شده‌است. آلدن ۱٬۸۵۰ نفر جمعیت دارد.